# Chołojów (gmina)
Chołojów – dawna gmina wiejska w powiecie radziechowskim województwa tarnopolskiego II Rzeczypospolitej. Siedzibą gminy był Chołojów.
Gminę utworzono 1 sierpnia 1934 r. w ramach reformy na podstawie ustawy scaleniowej z dotychczasowych gmin wiejskich: Chołojów, Dmytrów, Mierów, Niestanice i Pawłów.
Po II wojnie światowej obszar gminy został odłączony od Polski i włączony do Ukraińskiej SRR.